# Sergei Leonidovich Magnitsky
Sergei Leonidovich Magnitsky (tiếng Nga: Серге́й Леонидович Магнитский; 8 tháng 4 năm 1972 – 16 tháng 11 năm 2009) là một người Nga làm kế toán và kiểm tra sổ sách, mà đã bị bắt và cái chết của ông trong tù đã gây sự chú ý của báo chí quốc tế, đưa tới những việc điều tra chính thức cũng như tư nhân về vấn đề gian lận, cướp bóc và vi phạm nhân quyền. Magnitsky đã nghi ngờ rằng có một vụ cướp lột tài sản cỡ lớn của chính phủ Nga được sự đồng tình và thi hành bởi các quan chức Nga. Ông ta đã bị bắt và sau cùng đã chết trong tù, 7 ngày trước khi hết hạn một năm bị tạm giam mà có thể bị giữ một cách hợp pháp lúc không mang ra xét xử. Tổng cộng, Magnitsky đã phải ở 358 ngày trong nhà tù Butyrk khét tiếng ở Moskva. Trong thời gian đó, ông ta bị sạn trong thận, sưng tụy và nghẽn ống mật mà không được điều trị thích hợp. Một hội đồng nhân quyền được lập ra bởi điện Kremlin tìm ra là ông đã bị đánh đập ngay trước khi chết. Trường hợp của ông đã đưa đến nhiều tranh cãi trên báo chí quốc tế và tới việc ban hành luật Magnitsky bởi chính phủ Hoa Kỳ vào cuối năm 2012, trong đó những người viên chức Nga, mà bị tin tưởng là có dính líu đến cái chết của ông, bị cấm không cho vào nước Mỹ hay sử dụng hệ thống ngân hàng nước này. Để trả đũa, Nga cấm người Mỹ nhận con nuôi Nga. Vào đầu tháng 1 năm 2013, báo Financial Times cho rằng "trường hợp Magnitsky sai lầm quá mức, cho thấy rõ ràng và gói gọn bộ mặt đen tối của chủ nghĩa Putin" và tán thành ý kiến là Liên minh Âu châu cũng nên đưa ra những hình phạt tương tự đối với những viên chức Nga có liên hệ.
Vào năm 2013, tổ chức các phóng viên điều tra quốc tế (International Consortium of Investigative Journalists), một tổ chức thông tin không vụ lợi, kiếm được hồ sơ của các công ty và các quỹ được thành lập bởi 2 công ty nước ngoài, mà có tài liệu về ít nhất 23 hãng dính líu tới vụ tình nghi gian lận $230 triệu tiền thuế ở Nga, vụ mà Sergei Magnitsky đang điều tra. Điều tra của ICIJ cũng tiết lộ là người chồng của một viên chức quan thuế Nga trữ hàng triệu USD tại một nhà băng ở Thụy Sĩ qua một trong 2 công ty nước ngoài đó.

## Bối cảnh
Công ty Hermitage Capital Management với trụ sở ở Guernsey được thành lập vào năm 1996 bởi Edmond Safra và Bill Browder là một trong những công ty ở phương Tây đầu tư nhiều nhất vào Nga. Magnitsky là một luật sư làm việc cho văn phòng Firestone Duncan, một công ty kiểm soát sổ sách cho Hermitage Capital Management. Sau khi vụ này được quốc tế biết tới, Hermitage Capital Management bị Bộ nội vụ Nga buộc tội trốn thuế và gian luận thuế. Trước đó nhiều lần Hermitage đã đưa thông tin về các tham nhũng tại các doanh nghiệp nhà nước Nga cho chính quyền và báo chí. Từ đó ông Bill Browder, nhà sáng lập viên của Hermitage, bị chính quyền Nga xem là đe dọa tới nền an ninh của nước Nga, và bị cấm vào Nga khi ông tới lần cuối vào tháng 11 năm 2005..

## Trường hợp Magnitsky

### Sự việc xảy ra trước đó
Vào ngày 4 tháng 6 năm 2007 ở Moskva văn phòng công ty Hermitage Capital Management và văn phòng luật sư Firestone Duncan bị một đơn vị gồm 20 người dưới sự chỉ đạo của trung tá Artyom Kuznetsov thuộc Bộ Nội vụ Nga lục soát với cái cớ, Hermitage có dính líu tới một vụ trốn thuế của một hãng tên là Kameja. Trong số những đồ đạc và văn kiện bị tịch thu có con dấu của hãng và văn kiện lập hãng của các công ty con. Khi hỏi lại, sau khi văn phòng Firestone Duncan điều tra, tại cơ quan thuế vụ thì không có vụ tố tụng nào với hãng Kameja hết. Sau này người ta khám phá ra là lệnh khám nhà không có cơ sở pháp lý nào cả, mục đích chỉ để tịch thu con dấu và văn kiện lập hãng của các hãng con Hermitage, làm cho các hãng này không thể hoạt động được. Những tuần sau đó trung tá Kusnezow đã đòi tiếp theo những dữ kiện về Hermitage Capital từ các chủ nợ (như Nhà băng: HSBC, Citibank, Credit Suisse và ING) với cớ là đang điều tra về việc trốn thuế của hãng Kameja. Họ quan tâm đặc biệt là những chi tiết về tất cả các công ty con của Hermitage Capital.
Vào ngày 27 tháng 7 năm 2007, 2 công ty con Hermitage (OOO RILEND, Moskau; OOO PARFENION, Moskau; OOO MAKHAON, Moskau) bị hãng Logos Plus, trước đây không ai biết tới, đòi bồi thường thiệt hại tại tòa án dân sự Sankt Petersburg. Đơn kiện là, sau này bị khám phá ra, là hợp đồng giả giữa hãng này và Hermitage Capital, theo đó Hermitage Capital phải bán cho họ một số cổ phần (trong đó có cả của Gazprom). Những đòi hỏi này sau đó được các đại diện của các hãng con Hermitage công nhận. Sau này người ta khám phá ra là 3 hãng con của Hermitage đã đổi chủ một cách bất hợp pháp (tên trên văn kiện lập hãng bị đổi bằng một tên khác), đúng vào lúc, các văn kiện lập hãng chính gốc và con dấu của hãng bị tịch thu. Người "chủ" mới với tên là Wiktor Markelow – một kẻ đã bị xử về tội giết người – trước đây cũng đã xuất hiện là chủ một hãng khác trong một trường hợp đáng nghi ngờ tương tự. Markelow đã ra lệnh cho các hãng này chấp nhận các đòi hỏi (tổng cộng khoảng gần 500 triệu USD) và không kháng cáo. Đáng chú ý là, các con dấu hãng, mà được dùng để đánh dấu trong các hợp đồng, được làm ra sau 6 ngày mà văn kiện được ký, ngoài ra một trong những người được cho là "khách hàng" của Hermitage Capital đã dùng hộ chiếu, mà từ 2005 đã báo cho cảnh sát là đã bị đánh cắp. Vì những sự kiện này Hermitage đã rút tất cả các tài sản của mình ra khỏi Nga. Cuộc điều tra sau đó đã chứng nhận là, tất cả những hợp đồng giả chỉ có thể được làm trong thời gian, khi tất cả các con dấu và văn kiện hãng đều nằm trong phòng lưu trữ của thiếu tá Pawel Karpow.

### Tiến trình
Bởi vì Hermitage thành công trong thời gian ngắn nhất, chuyển phần lớn tài sản ra khỏi nước Nga, ban đầu không còn gì nhiều để mà lấy được. Những công ty con mà bị đăng ký lại một cách lừa đảo vì cuộc điều tra chậm chạp nằm trong tay một người hoàn toàn xa lạ. Trong thời gian đó các hãng này làm đơn đòi lại một số thuế khổng lồ tại cơ quan Thuế vụ 28 ở Moskva. Một viên chức tên là Olga Stepanowa có trách nhiệm quyết định về đơn này. Việc bồi hoàn thuế tính ra khoảng 230 triệu USD không ngờ được cơ quan nhà nước chấp thuận chỉ trong một ngày. Thường thì với số lượng tiền lớn như vậy các quyết định vì luật pháp đòi hỏi phải theo một quá trình kiểm tra sổ sách kéo dài cả năm. Bởi vì ngành chuyên môn của luật sư Magnitsky là luật thuế má và văn phòng ông làm việc cho công ty Hermitage Capital, những việc này không thể qua mắt được ông. Qua một cuộc điều tra của chính phủ do ông đòi hỏi, ông đã kể ra tất cả các tên tuổi và các dữ kiện của việc chiếm đoạt các công ty và việc đòi lại thuế một cách bất hợp pháp. Trong đó ông kết tội trung tá Kusnezow, đã thực hiện việc chiếm đoạt và các hành vi phạm pháp kế tiếp. Chẳng bao lâu sau đó thì chính ông lại bị truy tố trong một trường hợp khác. Ông bị buộc tội là đã trốn thuế và giúp đỡ chủ công ty Hermitage William Browder gian lận thuế. Magnitsky sau đó bị bắt vào ngày 24 tháng 11 năm 2008 và bị tạm giam tại nhà tù khét tiếng Butyrka ở Moskva. Việc tạm giam được viện dẫn là do ông đã có lần xin giấy nhập cảnh vào Anh, do đó có nguy cơ sẽ bỏ trốn. Trường hợp Magnitsky được Oleg Logunow, phó trưởng phòng điều tra của bộ Nội vụ, vào ngày 6 tháng 11 năm 2008 đưa sang cho trung tá Kusnezow điều tra, người mà theo lời khai của Magnitsky đã có những phạm pháp nghiêm trọng trong trường hợp chiếm đoạt các công ty con của Hermitage Capital.

#### Bị tù và chết

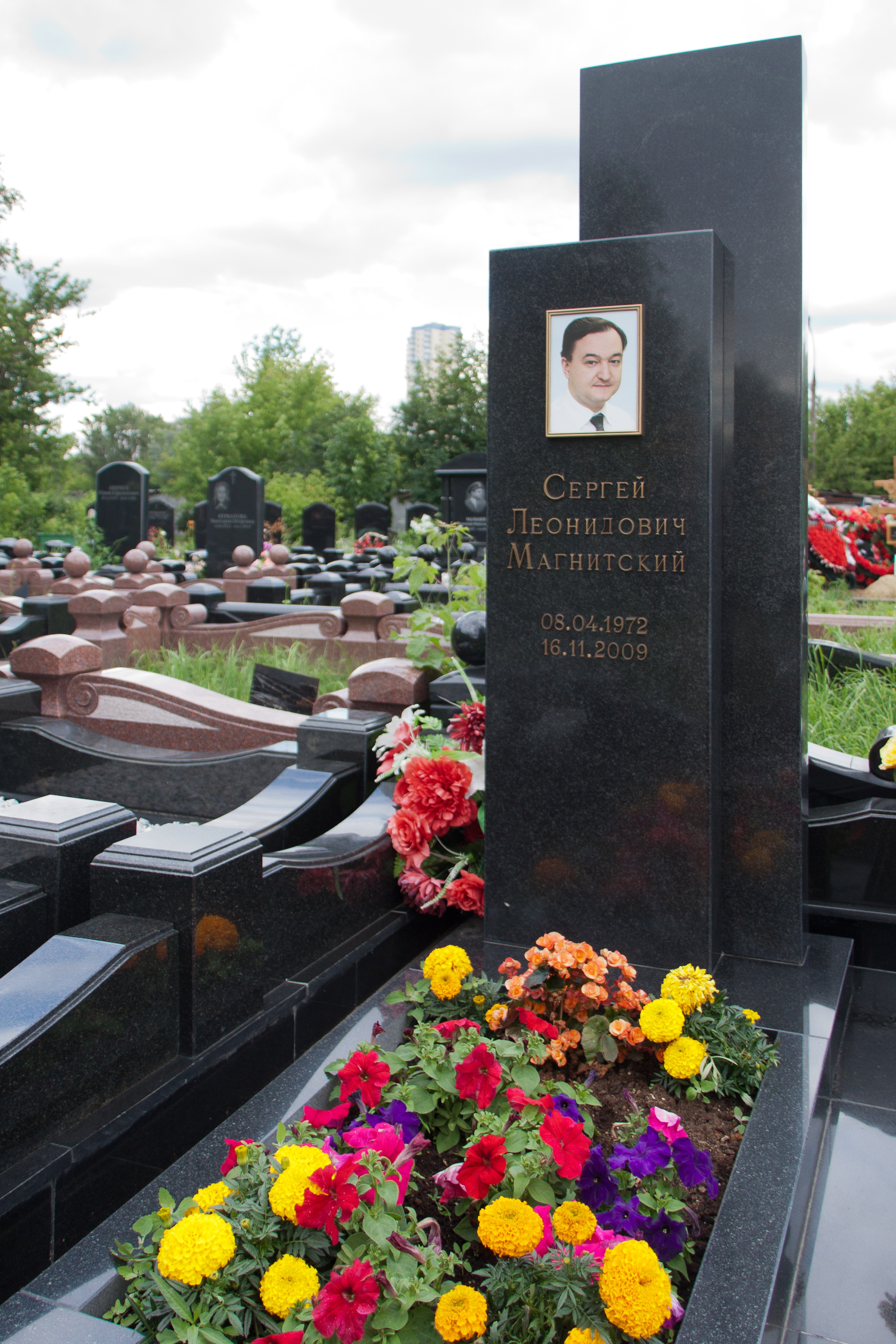
Ngôi mộ Magnitsky tại nghĩa trang "Preobrazhenskoje", Moskva

Trong lúc ông bị tù, bị áp lực cũng như hành hạ càng ngày càng tăng từ phía Kusnezow và Karpow, những người mà đòi ông rút lại lời khai trong vụ Hermitage. Theo lệnh Kusnezow, Magnitsky bị di chuyển thường xuyên từ phòng này sang phòng khác, và từ nhà tù này sang nhà tù khác. Tổng cộng Magnitsky bị giam 358 ngày và sau cùng chết vào ngày 16 tháng 11 năm 2009 trong một phòng cô lập.
Lý do cái chết được cơ quan nhà nước cho là vì sưng tụy. Sau này họ đã sửa đổi và cho là chết vì bị đột quỵ. Trại giam từ chối không cho khám nghiệm xác chết. Trong thời gian bị tạm giam Magnitski đã viết 480 thư khiếu nại gởi nhiều cơ quan nhà nước khác nhau, trong đó có một bài tường thuật dài 40 trang gởi đến Viện Kiểm sát Tối cao. Trong những thơ khiếu nại ông ta mô tả tình trạng vi phạm luật pháp và coi thường nhân phẩm con người trong lúc ông bị tạm giam và điều kiện trong tù. Ví dụ như 2 tuần liền ông không được tắm, và được chuyển vào một phòng, nơi mà cầu tiêu bị nghẹt đến nỗi mà phân và nước tiểu tràn lên cao khỏi mặt đất. Vào tháng 11 năm 2008, theo như nhật ký trong tù của ông, ông không có bị đau ốm, hay bệnh tật gì, bị giam lúc còn khỏe mạnh. Vào tháng 7 năm 2009 sau 9 tháng tù ông được khám sức khỏe lần đầu tiên. Theo bác sĩ nhà tù: sưng tụy, sạn thận. Tuy nhiên ông không được điều trị gì cả. Bất cứ những chữa trị y tế trong suốt thời gian ông ở trong tù đều bị từ chối. Không có một lá thư nào của ông được cơ quan nhà nước trả lời. Magnitski chết 7 ngày trước khi ông bị giam được đúng 1 năm. Theo luật Nga 1 năm là thời gian tối đa, mà có thể giữ một tù nhân mà không phải khởi tố, sau đó phải thả ông ra hay là đưa ra tòa.

#### Hậu quả

##### Trong nước Nga
Vào tháng 11 năm 2009 có một cuộc điều tra của cơ quan nhà nước về các trường hợp trên, tuy nhiên không phải vì những khiếu nại trong lúc tuyệt vọng của Magnitsky, mà theo lệnh của tổng thống lúc đó là Dmitry Anatolyevich Medvedev. Một hội đồng nhân quyền được lập ra bởi điện Kremlin tìm ra là ông đã bị đánh đập ngay trước khi chết. Nhiều viên chức cao cấp cai quản nhà tù bị đuổi việc theo sắc lệnh của tổng thống, tuy nhiên chỉ có 2 bác sĩ nhà tù bị khởi tố. 2 bác sĩ này cho biết là bị áp lực bởi viên chức điều tra Siltschenko. Ông này điều tra về việc nghi ngờ trốn thuế của Magnitsky. Ủy ban điều tra cho là Siltschenko không có phạm tội gì cả. Medvedev ngoài ra còn ký một sắc lệnh vào tháng 12 năm 2009, theo đó không được bắt tạm giam những người đang bị điều tra vì tình nghi trốn thuế.
Vào ngày 25 tháng 5 năm 2010, đài truyền thanh Echo Moskwy ở Moskva tường thuật về cuộc điều tra về việc giám sát của Bộ Nội vụ trong trường hợp Artjom Kusnezow, mà bây giờ mới bắt đầu, người mà cho tới lúc đó không bị khởi tố hay là bị cho ngưng làm việc. Cuộc điều tra được thi hành do sự tố cáo của Jamison Firestone, một bạn đồng nghiệp của Magnitsky, xem lệnh bắt giam ông có hợp pháp hay không. Những viên chức, kiểm sát viên, và quan tòa tham dự vào vụ này vẫn không bị mất chức. Bị khởi tố chỉ có phó tù trưởng trại giam Butyrka, Dmitri Kratow. Kratow tuy nhiên được tha bổng vào tháng 12 năm 2012 về tội cẩu thả tại một tòa án Moskva. 2 người bác sĩ, mà đã chểnh mảng không khám Magnitsky là 2 người duy nhất chính thức bị xử phạt. Một số người khác còn được thăng chức.
Vào ngày tuyên bố bản án cuối năm 2012, tổng thống Nga lúc đó là Vladimir Putin ký một luật cấm gia đình Mỹ nhận con nuôi Nga để trả đũa việc Hoa Kỳ trừng phạt các viên chức Nga trong vụ án Magnitsky.
Vào ngày 18 tháng 3 năm 2013, tòa án Nga loan báo là họ sẽ dứt khoát ngưng cuộc điều tra trong cái chết của Magnitsky. Theo như ủy ban điều tra của Viện kiểm sát Nga không có một bằng chứng nào hết là có một tội phạm liên can đến cái chết này, "trong cái xác của Magnitsky người ta không tìm thấy dấu vết tra tấn hay bị đánh đập gì cả". Những lời tuyên bố tuy nhiên không thể xác nhận được, bởi vì gia đình Magnitsky có làm đơn xin khám nghiệm xác ông, nhưng đã bị trại giam ngăn cấm. Trong một cuộc phỏng vấn với đài truyền hình Rossija 1, tổng thống Vladimir Putin xác nhận vào ngày 27 tháng 4 năm 2013, là vụ kiện Magnitsky đã kết thúc. Theo như Putin thì đó là một bi kịch, tuy nhiên không có những ý định mờ ám và không có hành động cẩu thả nào cả.
Vụ án buộc tội Magnitsky và Browder vì lý do trốn thuế sau cái chết của Magnitsky vẫn tiếp tục. Theo buộc tội thì cả hai đã trốn thuế tổng cộng là 522 triệu Rubel. Vụ xử bắt đầu vào ngày 25 tháng 2 năm 2013. Vào ngày 5 tháng 3 năm 2013 bộ Nội vụ Nga giải thích, Browder còn bị buộc tội mua cổ phần Gazprom trái phép, và tòa án Nga dự định, ra giấy truy nã quốc tế Browder, sau khi ông chính thức bị kiện.
Vào ngày 11 tháng 7 năm 2013, Magnitsky mặc dù đã chết vẫn bị tòa án Moskva lên án vì tội gian lận thuế. Browder bị xử là có tội, đã trốn thuế khoảng 17 triệu Dollar và bị xử vắng mặt 9 năm tù. Trong một bản thông báo, hãng của Browder không chấp nhận những lời buộc tội, cho đó là một vụ án dựng đứng. Những cố gắng của nhà cầm quyền Nga, đưa Browder vào danh sách truy nã quốc tế đã không thành công. Cơ quan cảnh sát quốc tế (Interpol) giải thích, những buộc tội cho Browder có mục đích chính trị và như vậy đi ngược lại với những quy luật của Interpol.

##### Quốc tế
2010 Ngoại trưởng Hoa Kỳ Hillary Clinton đòi Nga, mang các viên chức chịu trách nhiệm cho cái chết của Magnitsky ra tòa. Khối Liên minh châu Âu (EU) ban hành ra một luật, cho phép các nước thành viên, tịch thu tiền bạc của 60 người Nga, có dính líu tới tội ác này.
Cũng vào năm 2010 nhà sản xuất phim Hà Lan Hans Hermans và Martin Maat đã làm ra một phim tài liệu về trường hợp Magnitsky với cái tựa Justice for Sergej (Công lý cho Sergej). Vào năm 2012 tại hội phim Cinema for Peace tại Berlin, phim này đã nhận giải thưởng cho công lý (Award for Justice).
Sau khi Bộ ngoại giao Hoa Kỳ vào năm 2011 đã cấm các viên chức Nga đó vào Mỹ cũng như khóa tài sản và tài khoản nhà băng của họ tại Hoa Kỳ, vào tháng 12 năm 2012 Quốc hội Hoa Kỳ đã thông qua luật Russia and Moldova Jackson-Vanik Repeal and Sergei Magnitsky Rule of Law Accountability Act. Với chữ ký của tổng thống Obama vào ngày 14 tháng 12 năm 2012 việc trừng phạt các viên chức Nga đã có hiệu lực. Danh sách của các viên chức này cũng được gọi là danh sách Magnitsky. Canada, Hà Lan, Ba Lan và Anh Quốc cũng đã theo đuổi những hành động tương tự. Nga đã trả đũa luật này bằng cách cấm các gia đình người Mỹ được nhận trẻ em Nga làm con nuôi. Luật đó ở Nga chính thức được gọi là luật Dima-Jakowlew, đặt theo tên một đứa trẻ mồ côi Nga, mà đã chết ở bên Mỹ, vì cha mẹ nuôi người Mỹ trời nóng mà lại để nó trong xe hơi một mình không mở cửa sổ. Hoa Kỳ công bố vào ngày 12 tháng 4 năm 2013 danh sách của 18 người bị cấm vào Hoa Kỳ, trong số đó có 16 người dính líu với trường hợp Magnitsky. Ngày hôm sau Nga công bố danh sách 18 người Hoa Kỳ mà không được phép vào Nga nữa.
Được ủy quyền của Hội đồng Nghị viện của Ủy hội châu Âu, chính trị gia người Thụy Sĩ Andreas Gross viết một bài tường trình về trường hợp Magnitsky. Trong ngày trình bày trước công chúng về bài tường trình vào ngày 25 tháng 6 năm 2013, Gross cho các điều tra của nhà nước Nga là mâu thuẫn với nhau, những bằng chứng đưa ra để buộc tội Magnitsky không thuyết phục. Tình trạng mà đưa tới cái chết của Magnitsky được xem đã "vi phạm luật pháp Nga và quy ước của Âu châu về nhân quyền". Trong một cuộc phỏng vấn, Gross cho biết ông tin chắc là, Magnitsky đã tìm ra dấu vết của một vụ phạm pháp và vì vậy trở thành nạn nhân của một tội ác khác".
Vào tháng 7 năm 2013 báo chí Anh tường thuật, bộ Nội vụ Anh liên quan tới vụ Magnitsky đã cấm 60 quan chức Nga không cho vào nước Anh.